# Regale (registro d'organo)

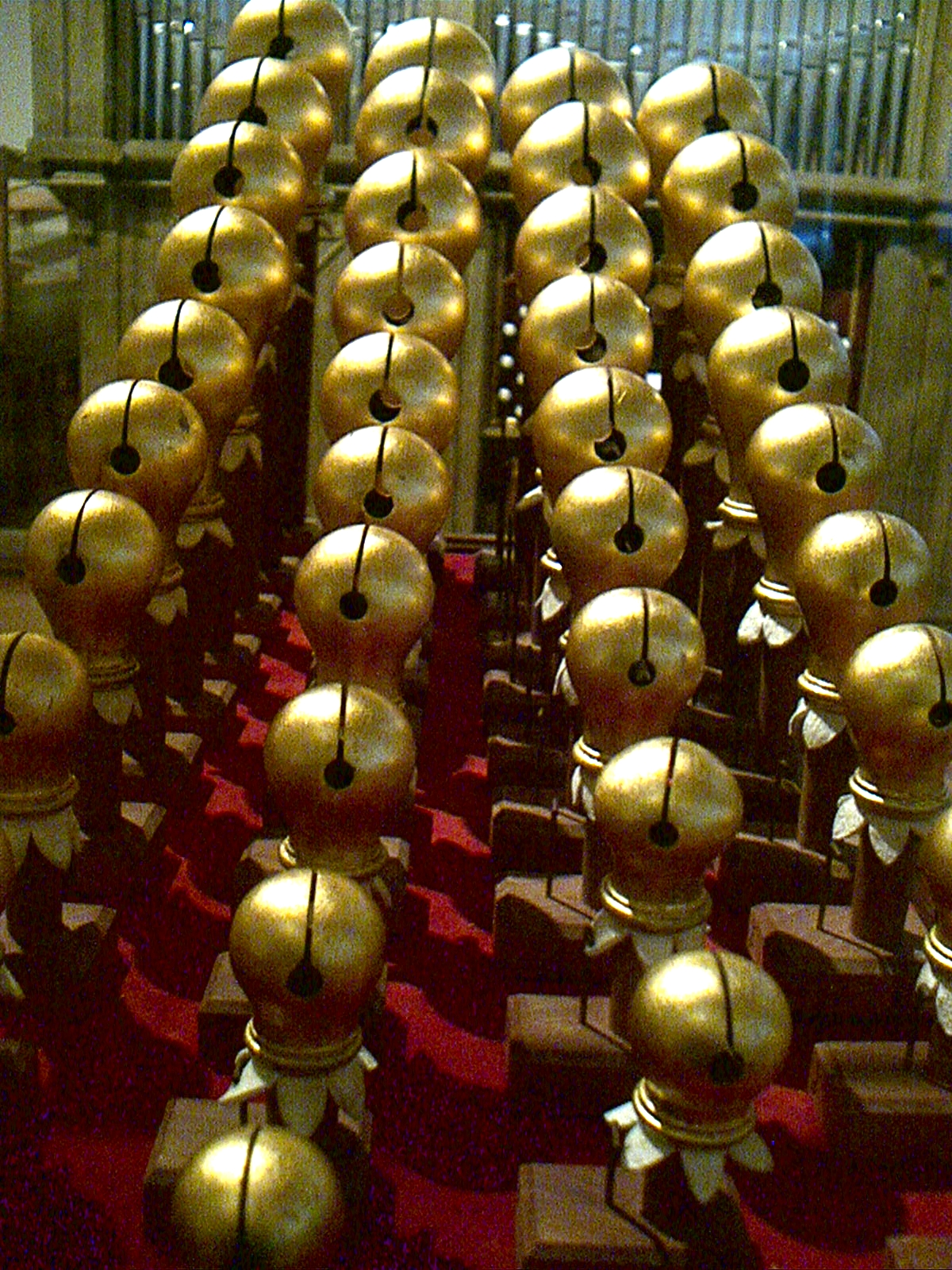
Le caratteristiche canne dell'Apfelregal.

Con il termine Regale si designa una famiglia di registri dell'organo, dotati di ancia battente e con un risuonatori corti (che hanno la funzione di modificare il timbro del suono emesso dall'ancia, ma non sono accordati sulla frequenza fondamentale della nota).

## Struttura
Il nome regale indica una varietà di registri, differenziati fra loro dalla presenza di risuonatori di varie forme: spesso tali registri prendono nomi più specifici (in genere nomi composti, che possono o meno contenere la parola regal) che alludono alla forma del risuonatore o al timbro prodotto. Il nome regale è attestato a partire dal XVI secolo, anche per designare un organo positivo di piccole dimensioni che aveva solo questo registro. Il registro esiste nelle misure da 16' e 8' (raramente da 4') e si usa, in genere, per parti solistiche. 
Peculiarità del regale è di non avere canne in senso stretto, ma di avere dei risuonatori che agiscono come filtri acustici, modificando il timbro della nota prodotta da una linguetta vibrante. Proprio l'assenza di canne lunghe permette la realizzazione di registri di regale di 8' o anche di 16' in organi di piccole dimensioni. Poiché i risuonatori si limitano a modificare il timbro delle ance, tuttavia, il suono risultante è molto più esile rispetto ai registri ad ancia a tuba lunga. L'assenza di una canna intonata sulla fondamentale, inoltre, rende particolarmente instabile l'accordatura, anche in paragone agli altri registri ad ancia, che sono già meno stabili di quelli labiali. Per questa ragione, nei grandi organi, la fila di regale è spesso collocata in una posizione facilmente accessibile all'organista (ad esempio davanti alle canne di facciata, anziché all'interno della cassa), in modo da poter essere accordata frequentemente.

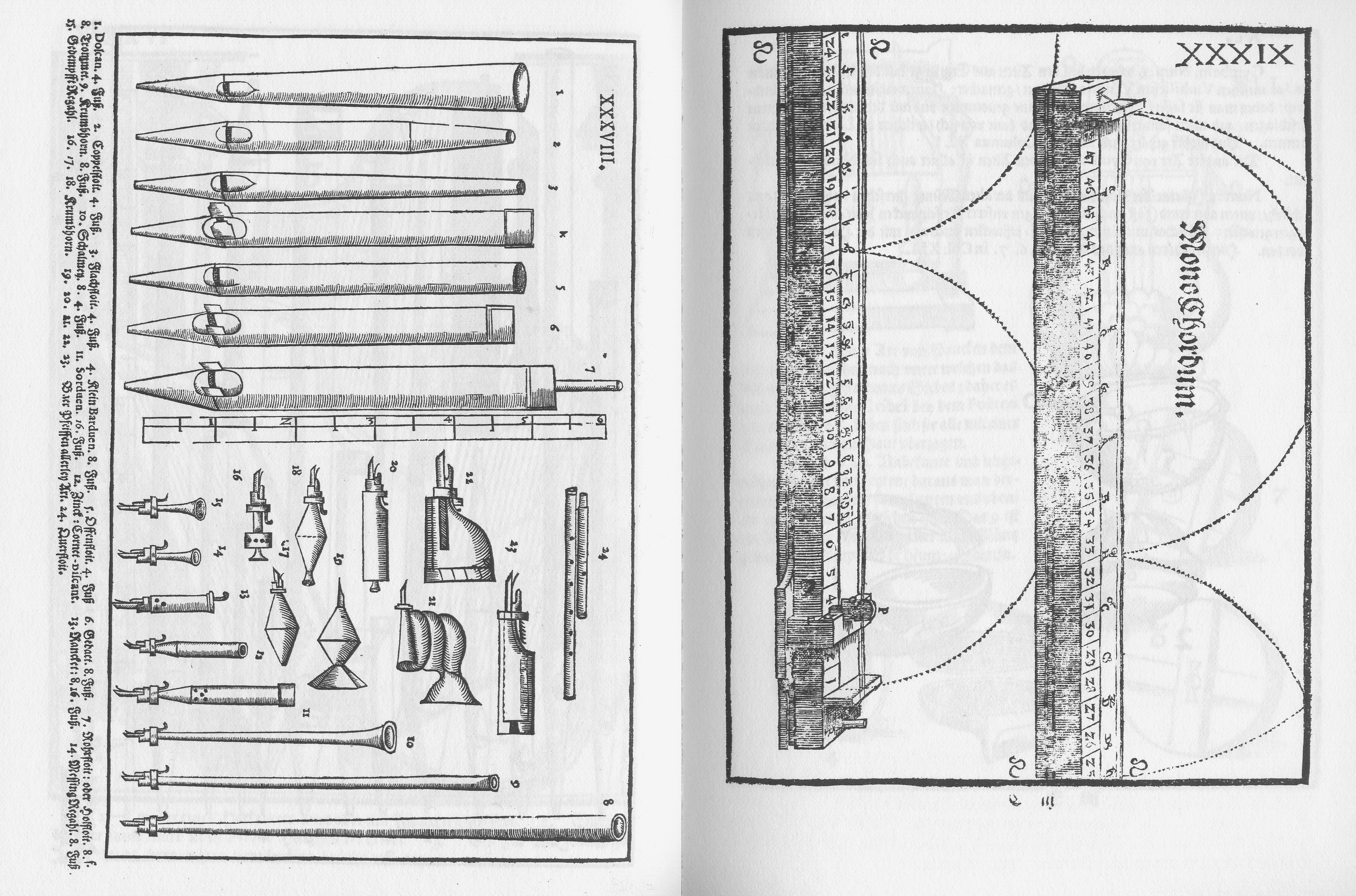
Tavola del II volume del Syntagma musicum di Michael Praetorius (1618) in cui sono illustrate diverse canne di regale

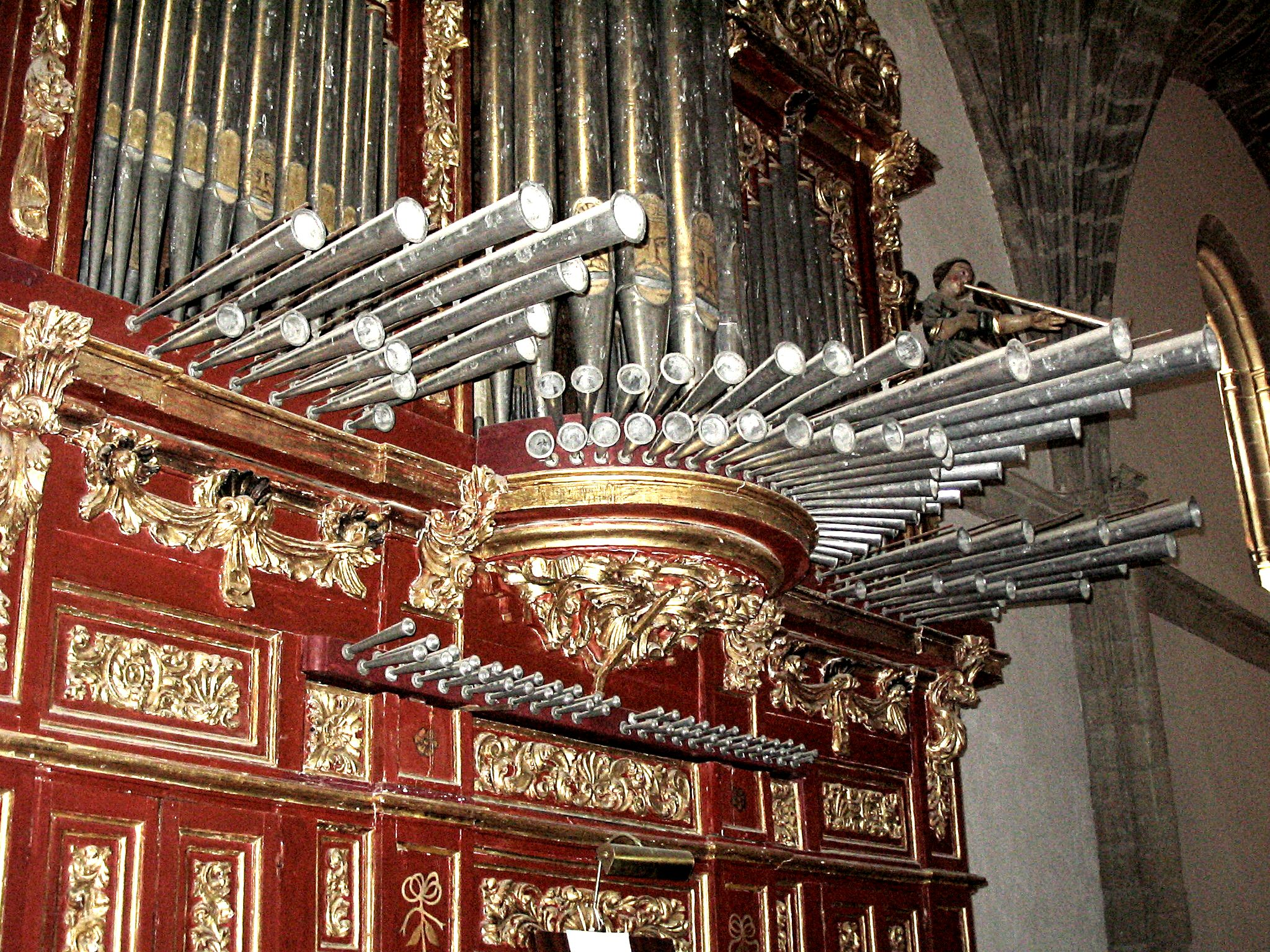
Particolare della facciata dell'organo della cattedrale di Trujillo (Spagna) (1761). È visibile, al di sotto delle file di trombe orizzontali, la fila delle piccole canne corrispondenti al registro di Dulzaina.

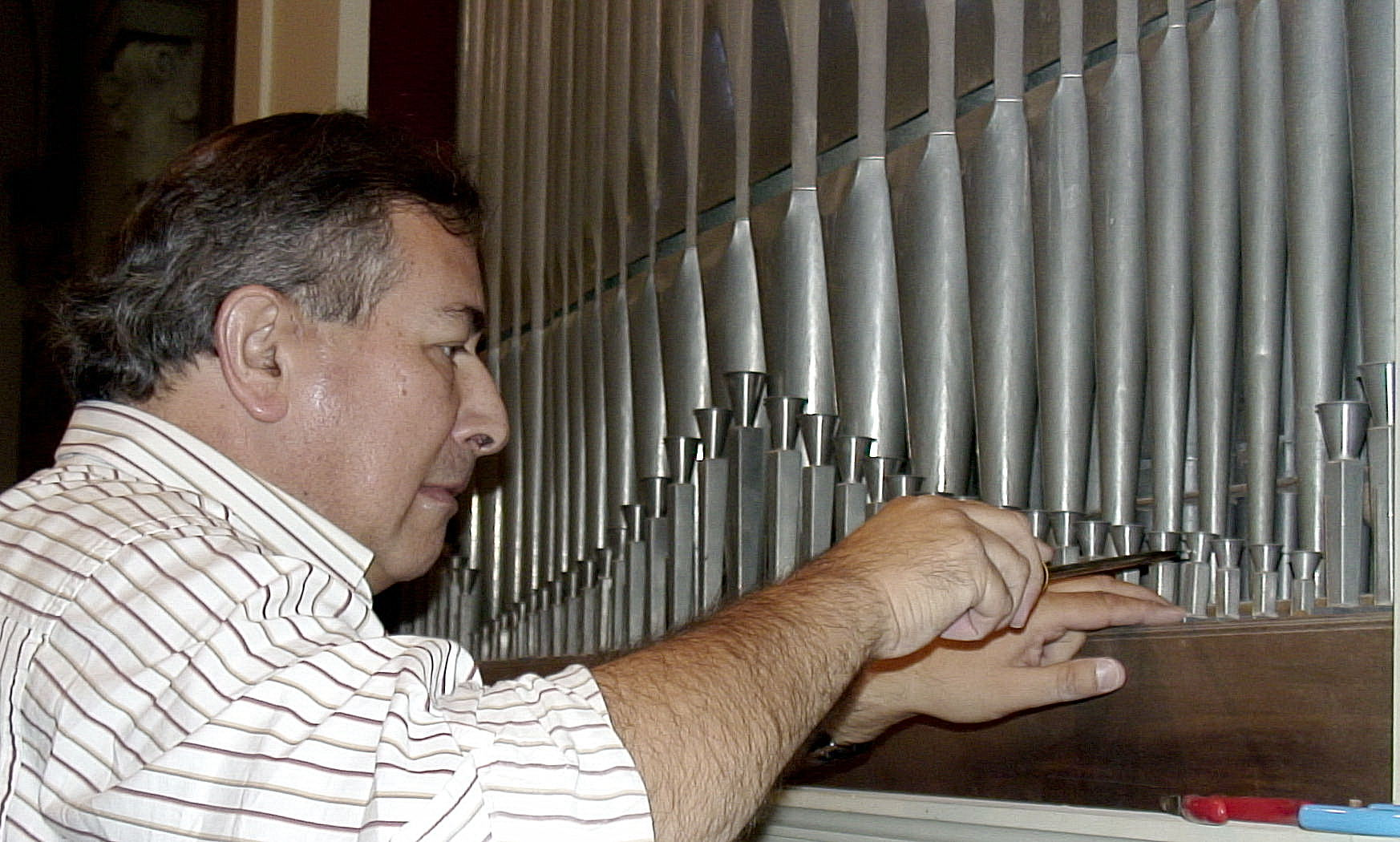
Accordatura del registro di tromboncino nell'organo Callido della chiesa di San Pietro Apostolo a San Pietro al Natisone

Come in tutti i registri ad ancia battente, l'accordatura di ciascuna nota avviene agendo su una bacchetta metallica: questa è ripiegata a un'estremità e tiene schiacciata la linguetta sull'ancia, determinando così la lunghezza della parte vibrante, mentre l'altra estremità, che fuoriesce dal piede attraverso un foro parallelo alla canna, termina con un uncino con cui si può tirare o spingere la bacchetta, facendo rispettivamente calare o crescere la nota.
Nella Germania del nord, specialmente fra il 1575 e il 1700, gli organari sperimentarono una grande varietà di risuonatori, con forme talvolta stravaganti, al punto che i musicologi sono riusciti a classificare ben diciotto tipi diversi di regale, ognuno dei quali con caratteristiche costruttive diverse. Fra i tipi più comuni si citano:
- Regale puro, con risuonatori cilindrici chiusi, alla sommità, da una sorta di cupola su cui è praticato un foro centrale.
- Holzregal, con risuonatori in legno di sezione quadrata, muniti in cima di una copertura metallica su cui è praticata un'apertura regolabile per consentirne l'intonazione.
- Apfelregal, con risuonatori cilindrici a cui è sovrapposta una sfera metallica di diametro maggiore, con uno o più fori di varie forme e dimensioni.
- Trichterregal, con i risuonatori a forma di imbuto.
- Kopfregal, le cui canne sono in ottone, cilindriche, alla sommità delle quali è posta una camera di risonanza sferica girevole che presenta un foro laterale.

Il musicista e teorico Michael Praetorius, nel suo trattato Syntagma musicum II - De organographia (1618) illustra dodici diversi tipi di risuonatori corti per canne ad ancia battente. Nell'organo costruito da E. Compenius verso il 1610 per il duca di Brunswick-Lüneburg, con la consulenza dello stesso Praetorius, è presente un registro di regale per ciascuna tastiera, più uno per la pedaliera.
Registri appartenenti alla famiglia dei Regali furono molto usati nello stesso arco di tempo anche in Spagna. Registri di questo tipo, con varie forme di risuonatori, sono indicati con i nomi Orlos, Viejos o Dulzaina, e sono spesso disposti en chamade (con i risuonatori che sporgono orizzontalmente dalla facciata).  
In alcune scuole organarie si cercò di imitare la voce umana con un registro di regale. Registri di questo tipo, denominati vox humana e dotati di risuonatori conico-cilindrici parzialmente tappati all'estremità superiore, figurano sistematicamente negli organi della scuola classica francese, e rappresentano l'unico esemplare della famiglia dei regali usato ancora diffusamente nel XIX secolo.
Alla famiglia dei regali appartengono anche i tromboncini, un registro ad ancia proprio della scuola organaria veneta, generalmente disposto in facciata, il cui suono è determinato da un risuonatore a doppio cono.